# Dương Lệ Bình
Dương Lệ Bình (sinh ngày 10 tháng 11 năm 1958) là vũ công, biên đạo múa người Bạch tộc, Vân Nam, Trung Quốc. Năm 1986, biên đạo và biểu diễn múa đơn Tước chi linh, dựa vào tác phẩm này thành danh. Năm 1992, bà là vũ công đầu tiên từ Trung Quốc đại lục đến Đài Loan biểu diễn. Năm 1994, múa đơn Tước chi linh đạt giải vàng Tác phẩm vũ đạo dân tộc kinh điển Trung Hoa Thế kỷ 20.  Năm 2003, bà biên đạo kiêm múa chính vở ca múa nguyên sinh thái Vân Nam ánh tượng, đạt được thành công lớn. Dương Lệ Bình nhờ múa Khổng tước thành danh, phong cách vũ đạo bắt nguồn từ tự nhiên cùng chân thực sinh hoạt. Bà là vũ công Trung Quốc đầu tiên tổ chức các buổi biểu diễn cá nhân. Bà đã thực hiện hàng nghìn buổi biểu diễn và lưu diễn đến hơn 50 quốc gia và khu vực, bao gồm Philippine, Singapore, Nga, Mỹ, Canada, Đài Loan. Nhật Bản, Úc,... Bà hiện là Phó chủ tịch Hiệp hội vũ đạo Trung Quốc.

## Cuộc  đời và sự nghiệp

### Thời niên thiếu
Dương Lệ Bình sinh ngày ngày 10 tháng 11 năm 1958 tại thôn Văn Cường, thị trấn Sài Bích Hồ, huyện Nhị Nguyên, Đại Lý tỉnh Vân Nam. Cha mẹ đều là người Bạch tộc, mẹ là người huyện Nhị Nguyên. Lúc mới sinh gặp phải nạn đói Đại nhảy vọt, cuộc sống rất khó khăn. Lúc 9 tuổi theo gia đình đến Tây Song Bản Nạp. Cải cách văn hóa bắt đầu, lo sợ vì xuất thân gia đình địa chủ, cha cô bỏ vợ con lại mà đi. Dương Lệ Bình khi đó 11 tuổi, là trưởng nữ, có 2 em gái và 1 em trai, đã cùng mẹ chăm sóc gia đình. Cháu gái Dương Thải Kỳ có nói bác Dương Lệ Bình là người chèo chống toàn bộ gia đình. Năm 1971 làm việc tại đoàn ca múa Tây Song Bản Nạp, lương tháng 30 NDT. Cô đi  tới các ngôi làng, học tập vũ đạo dân gian của hơn 10 dân tộc. Năm 1979, múa chính vũ kịch dân độc Công chúa Khổng tước đạt được Giải đặc biệt về trình diễn của tỉnh Vân Nam.

### Thành danh
Năm 1980, Dương Lệ Bình chuyển tới Bắc Kinh, công tác tại Đoàn ca múa dân tộc Trung ương. Cô bắt đầu tự biên đạo, lấy cảm hứng từ cuộc sống tại Tây Song Bản Nạp và kinh nghiệp 10 năm trong nghề. Năm 1986, cô sáng tác và biểu diễn múa đơn Tước chi linh, đạt Giải thưởng vũ đạo toàn Trung Quốc lần thứ 2 - giải đặc biệt về biên đạo, giải nhất về trình diễn. Cô  cũng liên tục xuất hiện trên tivi, từ đây thành danh. Năm 1988, cô được Nhật báo Bắc Kinh bình chọn là 1 trong 10 nhân vật của năm. Năm 1989, quay phim tài liệu Nghệ thuật vũ đạo Dương Lệ Bình. Năm 1990, biểu diễn Tước chi linh tại Lễ bế mạc Á vận hội Bắc Kinh. Năm 1992, cô là vũ công đầu tiên từ Trung Quốc đại lục đến Đài Loan biểu diễn. Năm 1993, tại Đêm hội mùa xuân của Đài Truyền hình Trung ương Trung Quốc (Xuân vãn), biên đạo và biểu diễn múa đôi Hai cái cây được người xem bình chọn hạng nhất. Năm 1994, được Quốc vụ viện trao tặng Điển hình toàn quốc đoàn kết tiến bộ dân tộc, múa đơn Tước chi linh đạt giải vàng Tác phẩm vũ đạo dân tộc kinh điển Trung Hoa Thế kỷ 20. Năm 1997, tham gia Liên hoan nghệ thuật quốc tế Osaka được Trung tâm giao lưu  quốc tế Osaka trao tặng Giải thưởng nghệ thuật cao nhất, thành viên suốt đời của Hiệp hôị vũ đạo dân gian quốc gia Philippines. Năm 1998, tiếp tục biểu diễn ở Xuân vãn bài múa Mai. Cùng năm, tự biên tự diễn phim tự truyện Đảo Mặt trời đạt giải thưởng lớn của Ban giám khảo tại Liên hoan phim quốc tế Montreal.

### Đỉnh cao sáng tạo
Năm 2002, Dương Lệ Bình trở lại Vân Nam sưu tầm dân ca, nảy mầm cho suy nghĩ sáng tác vở ca múa nguyên sinh thái Vân Nam ánh tượng. Vì tiến hành trù bị tốt hơn, năm 2003, cô làm thủ tục về hưu tại Đoàn ca múa dân tộc Trung ương và tổ chức Đoàn ca múa Vân Nam ánh tượng. Cô đảm nhiệm giám đốc nghệ thuật, biên đạo kiêm múa chính của đoàn. Cô tự mình đến các ngôi làng xa xôi của 26 dân tộc thiểu số ở Vân Nam tuyển chọn hơn 60 nông dân giỏi ca múa, vì thể hiện vũ điệu dân tộc ở trạng thái nguyên thủy nhất. Để đảm bảo chất lượng tác phẩm cùng tài chính của đoàn, Dương Lệ Bình bán nhà, lấy tiền tiết kiệm, đi lên con đường thương mại hóa nghệ thuật. Trong thời gian này, cô tham gia diễn Mai Siêu Phong trong Anh hùng xạ điêu của giám chế Trương Kỷ Trung, được nhiều khen ngợi.
Mặc dù thời kỳ đầu gặp khó khăn về tài chính, nhưng sau đó Vân Nam ánh tượng đạt được sự ủng hộ lớn của Chính quyền Vân Nam. Ngày 04/08/2003, lần đầu tiên công diễn tại Hội trường Côn Minh, Phó Bí thư Tỉnh ủy Vân Nam khi đó Đan Tăng phát biểu: "Đây mới thật sự là vũ đạo, văn hóa dân tộc chân chính, nghệ thuật chân chính!". Tỉnh coi Vân Nam ánh tượng là tác phẩm nghệ thuật trọng điểm của tỉnh năm đó, cho trợ giúp, muốn đưa tác phẩm từ Vân Nam đi khắp cả nước, và ra thế giới. Về sau, buổi biểu diễn ở Bắc Kinh thành công lớn, lưu diễn cả nước ăn khách, đồng thời còn tiến ra quốc tế. Tại Mỹ, phát sóng 8 tập phim phóng sự Vân Nam chiếu tượng - truyền kỳ Shangrila. Năm 2009, Vân Nam ánh tượng  bắt đầu lưu diễn thế giới, nhất là tại Cincinnati liên tục lưu diễn 2 tuần. Vân Nam ánh tượng trở thành một tác phẩm tuyên truyền đối ngoại của tỉnh Vân Nam, đối với Dương Lệ Bình và phía tỉnh đều có lợi.
" Vân Nam ánh tượng" là tác phẩm nghệ thuật biểu tượng, một thương hiệu nổi bật trong ngành nghệ thuật múa và nghệ thuật sân khấu Trung Quốc. Kể từ khi biểu diễn, chương trình này đã biểu diễn tại 48 thành phố ở Trung Quốc và hơn 50 quốc gia và cùng lãnh thổ, bao gồm cả Nhật Bản, Mỹ, Brazil, Argentina,... Chương trình đã thực hiện 3.000 buổi biểu diễn, trở thành điển hình về thương mại hóa nghệ thuật sân khấu, văn hóa dân tộc Trung Quốc, đảm bảo cả tính nghệ thuật và tính thương mại. Năm 2004, tác phẩm  giành được năm trong số mười giải thưởng của Giải thưởng vũ đạo Hoa sen Trung Quốc: Giải thưởng Vàng cho vũ đạo, Giải Biên đạo xuất sắc nhất, Giải Vũ công nữ xuất sắc nhất, Giải Thiết kế trang phục đẹp nhất và Giải Trình diễn xuất sắc (biểu diễn trống). Dương Lệ Bình cũng thành lập Công ty TNHH Phát triển Văn hóa Vân Nam ánh tượng. Năm 2008, công ty đã bị giải thể. Sau đó, Dương Lệ Bình gây dựng lại  Vân Nam ánh tượng, đổi tên công ty thành Công ty TNHH Truyền thông Văn hóa Vân Nam, và sau đó đổi tên thành Công ty TNHH Truyền thông Văn hóa Vân Nam Dương Lệ Bình. Vào tháng 10 năm 2012, Tập đoàn đầu tư đổi mới Thâm Quyến đã đầu tư 30 triệu NDT vào Công ty Dương Lệ Bình.
Năm 2005, Dương Lệ Bình đạt Giải thưởng tài trợ nghệ thuật quốc tế Montblanc, vì cống hiến nghệ thuật kiệt xuất thể hiện văn hóa dân tộc Vân Nam thông qua vở ca múa nguyên sinh thái Vân Nam ánh tượng. Vân Nam ánh tượng là Dương Lệ Bình lần đầu tiên tự biên tự diễn một vở nguyên sinh thái vũ kịch tầm cỡ lớn, cũng là một bước ngoặt trong sự nghiệp sân khấu của cô. Tại bộ vũ kịch này, cô khai sáng vũ đạo nguyên sinh thái, đem sinh hoạt lên sân khấu, phóng đại vẻ đẹp xung quang tạo thành một sân khấu rất quyến rũ và sáng tạo các điệu nhảy. Năm 2007 biên đạo Tạng tộc nguyên sinh thái ca múa Bí ẩn Tạng tộc. Năm 2009, biên đạo và múa chính Vân Nam ánh tượng phần 2 – Tiếng vang Vân Nam, thu được thành công. Ngày 17/11/2009,  biểu diễn bài múa kinh điển Tước chi linh tại Đại lễ đường Nhân dân, trong khuôn khổ các hoạt động chào mừng Tổng thống Mỹ Barack Obama tới thăm Trung Quốc.

### Những năm gần đây
Tháng 01/2011, Dương Lệ Bình cùng Phạm Băng Băng, Trương Tử Lâm, Chương Tử Di, Châu Tấn được chọn là 5 đại diện cho sắc đẹp Trung Quốc được vinh danh tại quảng trường Thời Đại ở New York, Mỹ. Năm 2012, biểu diễn múa Tước chi luyến tại Xuân vãn. Cùng năm, vũ kịch Khổng tước được cho là tác phẩm cảm ơn sân khấu của Dương Lệ Bình, về sau cô lui về phía hậu trường, sáng tác, biên đạo và đào tạo thế hệ kế cận. Năm 2015, cô đảm nhiệm giám đốc nghệ thuật, biên đạo vũ kịch Thập diện mai phục. Tác phẩm chuẩn bị hơn 1 năm thì bắt đầu công diễn.

## Cuộc sống cá nhân
Người chồng đầu tiên của Dương Lệ Bình là một vũ công, đồng nghiệp tại Đoàn ca múa dân tộc Trung ương.
Người chồng thứ 2 là Lưu Thuần Tình - một thương gia người Mỹ gốc Đài Loan. Hai người gặp nhau năm 1990. Mùa xuân năm 1995, hai người cử hành hôn lễ. Về sau, hai người chia tay.